# Properts
Sextus Aurelius Propertius på dansk normalt Properts (ca 50 f.Kr.-ca. 16 f.Kr.) var en romersk digter, der er kendt for sine elegier.
Propertius var født i Asisium (Assisi) i Umbrien og fik sin uddannelse i Rom. Da han viste sig lovende, kom han under Mæcenas' beskyttelse. Han anses for en af de største romerske digtere. Af hans digtning er kun fire bøger med elegier overleveret; om han også har skrevet andet, vides ikke. Den første bog består udelukkende af kærlighedsdigte til og om hans elskede Cynthia (et dæknavn, for hvem vides ikke, ej heller om der er tale om virkelighed eller fiktion); hun dominerer også de to følgende bøger, hvori der dog også er digte om andre emner.
Propertius' dødstidspunkt er ukendt, men det falder nok sammen med udgivelse af den fjerde bog med elegier, der fandt sted i 16 f.Kr., da bogen er betydelig kortere end de tre andre; den indeholder kun to elegier (ud af i alt elleve) om Cynthia. Hvorvidt Propertius selv har redigeret denne sidste bog, eller om den er sammenstillet af andre efter hans død, vides ikke. Ovid har skrevet en elegi i 2 f.Kr., hvoraf det fremgår at Propertius var død på det tidspunkt .